# Плејнфилд (Илиноис)
Плејнфилд (енгл. Plainfield) град је у америчкој савезној држави Илиноис.

## Демографија
По попису из 2010. године број становника је 39.581, што је 26.543 (203,6%) становника више него 2000. године.
| Група             | 2000.          | 2010.          |
| Белци             | 12.144 (93,1%) | 29.415 (74,3%) |
| Афроамериканци    | 110 (0,8%)     | 2.202 (5,6%)   |
| Азијати           | 163 (1,3%)     | 3.016 (7,6%)   |
| Хиспаноамериканци | 504 (3,9%)     | 4.247 (10,7%)  |
| Укупно            | 13.038         | 39.581         |